# Великі перегони (фільм, 1965)
«Великі перегони» (англ. The Great Race) — американська епічна кінокомедія 1965 року режисера Блейка Едвардса з використанням технології «техніколор». Бюджет фільму становив 12 мільйонів доларів США (що дорівнює 98,36 мільйонам доларів у 2020 році), в той час це зробило його найдорожчим комедійним фільмом.
У 2000 році фільм увійшов до довгого списку Американського інституту кіно з 500 кінострічок, номінованих на 100 найсмішніших американських фільмів.

## Сюжет

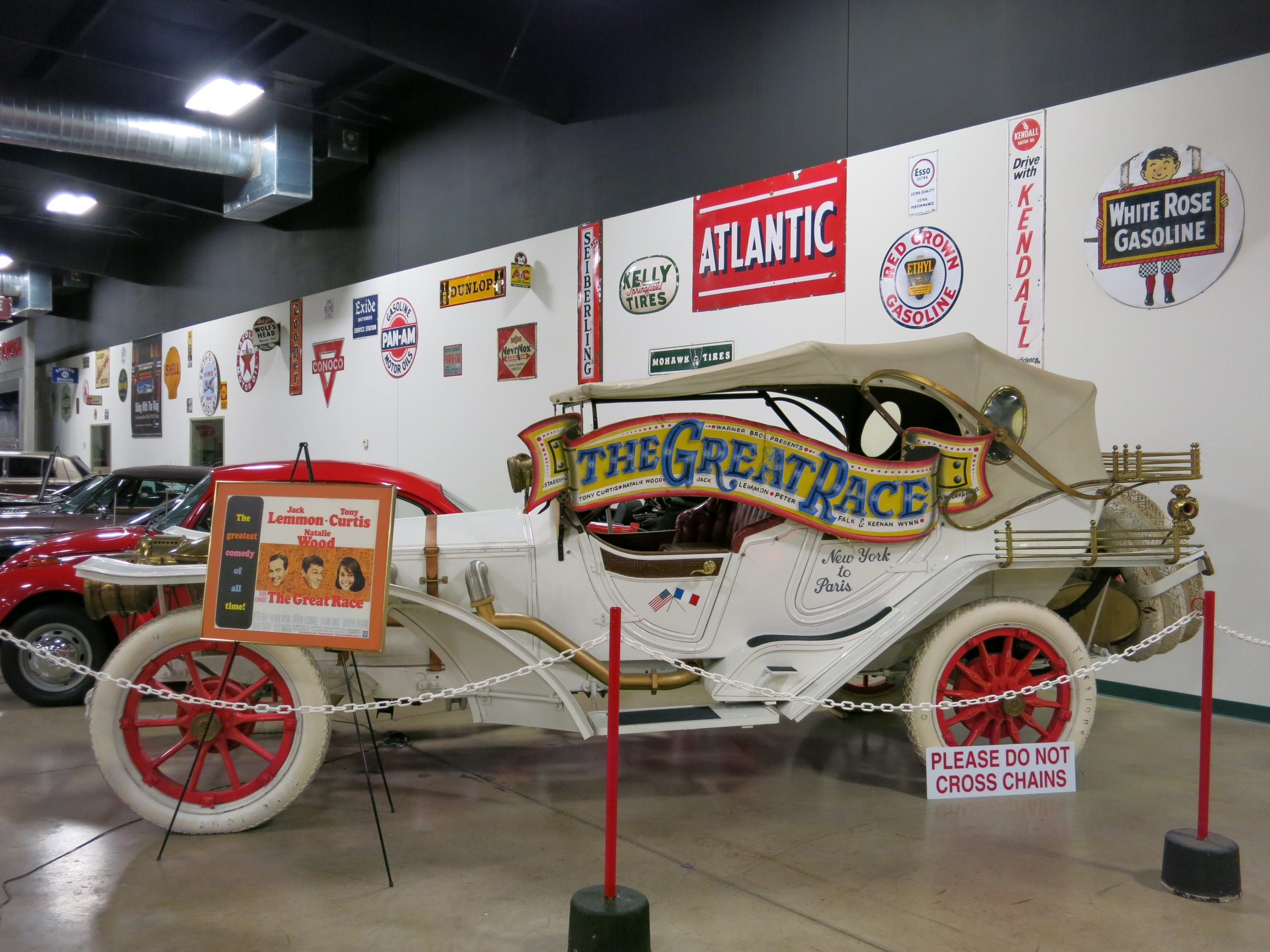
Автомобіль Leslie Special

Початок ХХ століття. Великий Леслі (Тоні Кертіс) — молодий красень у білому одязі, для якого не існує жодних перешкод, вражає глядачів своїми трюками (звільняється від гамівної сорочки, підвішеної до повітряної кулі, б'є рекорд швидкості на воді), організовує безпрецедентні автоперегони Нью-Йорк — Париж.
Його славі заздрить ворог у чорному одязі — професор Фейт (Джек Леммон), який разом зі своїм помічником Максом (Пітер Фальк) всіляко намагається перешкодити Леслі. Але яка пригода без жінки. Красуня суфражистка Меггі Дюбуа (Наталі Вуд) приєднується до перегонів як кореспондентка газети …

## Ролі виконують
- Джек Леммон — професор Фейт і принц Фрідріх Гапник
- Тоні Кертіс — Великий Леслі
- Наталі Вуд — Меггі Дюбуа
- Пітер Фальк — Максиміліан («Макс»)
- Кінен Вінн — Езекія Старді
- Артур О'Коннелл — Генрі Ґудбоді
- Вівіан Венс — Гестер Ґудбоді
- Леррі Сторч[en] — техаський Джек

## Навколо фільму
- Незважаючи на комедійний сюжет, натхненням для фільму була реальна подія — Автоперегони Нью-Йорк — Париж 1908 року[en].[1]
- Справжні перегони 1908 року з Нью-Йорка до Парижа відбувалися в дуже важких умовах. Доріг з твердим покриттям було дуже мало, а в багатьох частинах світу доріг не було взагалі. Найскладніші умови були на Алясці та в Сибіру, і деякі учасники не проїхали через ці території.
- Для сцен «Аляски» знадобилося 18 тонн штучного снігу.
- Тоні Кертіс і Росс Мартін брали уроки фехтування для своїх ролей. Під час тренувань Мартін схуд на 5 кг.
- Фінальна сцена бійки тортами, що триває чотири хвилини, була знята за п'ять днів і є найдовшою в історії кіно. Фільмування було виснажливим і небезпечним для акторів. Наталі Вуд ненадовго втратила здатність дихати, коли торт потрапив їй у відкритий рот. Джека Леммона кілька разів нокаутували.
- Приблизно 4000 справжніх тортів було використано в сцені бійки, і багато з них з'їли актори. Однак під час вихідних днів торти псувалися і сморід був настільки сильним, що будівля потребувала великих вентиляторів, щоб видувати зіпсоване повітря.
- Під час тортового побоїща професор Фейт кидає торт у Макса, той ухиляється і торт потрапляє в принца. Оскільки Джек Леммон грає і Фейта, і принца, він фактично кинув торт сам у себе.
- Під час бійки тортами Великий Леслі залишався бездоганно чистим, хоч всі інші були заліплені кремом. Насправді він кілька разів переодягався, тому що під час побоїща в нього надто часто кидали тортами.
- Фільм став найдорожчою кінокомедією знятою до нього. Його бюджет — 12 мільйонів доларів вдвічі перевищує початковий — 6 мільйонів доларів. Крім цього, він також є одним із найдовших — 160 хвилин.
- Автомобілі Leslie Special і Hannibal 8 тепер належать до Stahls Automotive Collection і виставлені в музеї міста Честерфілд, штат Мічиган.

## Нагороди
- 1966 Премія «Оскар» Академії кінематографічних мистецтв і наук (США):
  - за найкращі звукові ефекти — Трег Браун[en]
- 1966 Премія Московського міжнародного кінофестивалю:
- 1966 Премія Аудіомонтажерів кіно США (Motion Picture Sound Editors[en]):
  - приз «Золота бобіна» (Golden Reel Award) за найкраще редагування звуку